# Aerials
Az Aerials a System of a Down együttes Toxicity albumának egyik dala, és egy középlemez. Az EP B-oldalán a Snowblind található. A dalt Grammy-díjra jelölték 2003-ban, továbbá első helyezést ért el a Billboard alternatív és mainstream rock listáin. A kislemezt az American Recordings adta ki.
A videóklipet Daron Malakian és David Slade rendezték.

## Közreműködők
- Serj Tankian – éneklés
- Daron Malakian – gitár
- Rick Rubin – producer